# AUI (мова)
aUI (МФА: [ˈau:i:]), мова простору, міжнародна штучна мова, створена в 1950-х роках доктором Вольфґанґом Джоном Вайльґартом (9 березня 1913 - 26 січня 1981), філологом і психоаналітиком в Айові, США, родом з Відня, Австрія.
Поштовхом для винайдення мови було прагнення Вайльґарта створити таку форму спілкування, яка б ґрунтувалася на універсальних, базових елементах людської думки й виразах, які б просто і логічно передавали сенс. Вайльґарт використовував aUI також у психотерапії.
aUI не ґрунтується на мовах, які існували на момент її створення, тому вона відноситься до апріорних мов. А за засадничими принципами вона відноситься до філософських.

## Первинні концепції
Абетка aUI та її система звуків складається з коротких голосних (нижній регістр) a, e, i, u, o, q довгих голосних (верхній регістр) A, E, I, U, O, носових голосних (коротких і довгих) a, e, i, u, o, A, E, I, U, O, Y, та приголосних r, l, m, n, w, v, f., h, j, c, s, z, g, k, t, d, p, b.
У aUI кожен звук мови відповідає одній первинній концепції, і значення кожного слова може бути розкладене на первинні елементи, з яких воно складене.
| Літера | Звучання | Значення  | Літера | Звучання | Значення                   | Літера | Звучання | Значення   |
| a      | [a]      | Простір   | o      | [o]      | Життя                      | I      | [i:]     | Звук       |
| b      | [b]      | Разом     | p      | [p]      | Перед                      | O      | [o:]     | Відчуття   |
| c      | [ʃ]      | Буття     | q      | [œ]      | Умова                      | U      | [u:]     | Розум, дух |
| d      | [d]      | Через     | r      | [r]      | Позитивний, добрий         | a      | [ã]      | Один       |
| e      | [e]      | Рух       | s      | [s]      | Річ                        | e      | [ẽ]      | Два        |
| f      | [f]      | Цей       | t      | [t]      | До (напрямок)              | i      | [ı̃]      | Три        |
| g      | [g]      | В         | u      | [u]      | Людина                     | u      | [ũ]      | Чотири     |
| h      | [h]      | Питання   | v      | [v]      | Дія                        | o      | [õ]      | Пʼять      |
| i      | [i]      | Світло    | w      | [w]      | Енергія                    | A      | [ã:]     | Шість      |
| j      | [ʒ]      | Рівність  | x      | [x]      | Відношення                 | E      | [ẽ:]     | Сім        |
| k      | [k]      | Над       | y      | [y]      | Заперечення, протилежність | I      | [ı̃:]     | Вісім      |
| l      | [l]      | Коло      | z      | [z]      | Частина                    | U      | [ũ:]     | Девʼять    |
| m      | [m]      | Якість    | A      | [a:]     | Час                        | O      | [õ:]     | Десять     |
| n      | [n]      | Кількість | E      | [e:]     | Матерія                    | Y      | [ỹ:]     | Нуль       |

## Словотвір
Первинні концепції, як у хімічних формулах, об'єднуються для визначення (а не просто позначення) основного сенсу будь-якого слова або ідеї. Кожне слово стає міні-визначенням, яке включає лише абсолютно необхідні і достатні елементи. Завдяки простій, інтуїтивно зрозумілій логіці, можуть створюватися нові визначення і слова. Наприклад:
iA світло-час=день; yiA темрява-час=ніч; fiA цей-день=сьогодні; pfiA перед-сьогодні=вчора; fiAt сьогодні-до=завтра;
io світло-життя=життя, що живиться світлом=рослина; iO світло-відчуття=зір; IO звук-відчуття=слух; iOv зір-дія=бачити; tiOv до-бачити=дивитися; A-tiOv час-дивитися=спостерігати; viOv робити-бачити=показувати
rO позитивний-відчуття=задоволення; krO над-задоволення=радість; UrOm дух-задоволення-якість=щасливий; YrO заперечення-позитивний-відчуття=біль; U-YrO дух-біль=сум; A-UYrO час-сум=горе; U-Yk-YrO розум-низький-біль=депресія; pO перед-відчуття=передчуття
fu цей-людина=я; bu разом-людина=ти; bru разом-добрий-людина=друг; brU разом-добрий-дух=мир
UI розум-звук=слово; aUI простір-слово=мова простору

## Граматика
Слова в aUI, як правило, початково є конкретними іменниками. Будь-яке з них можна перетворити у прикметник шляхом додавання суфіксу -m, якість. У свою чергу, абстрактні іменники утворюються суфіксом -U, думка, розум, а слова для понять суфіксом -z, частина і т.д. Прикметники можуть виступати прислівниками або перетворюватися на прислівник за допомогою суфікса -Q, стан, спосіб. В усіх випадках первісний іменник залишається лівою частиною новоутвореного слова.
Рід та число не є необхідні, але при необхідності множина утворюється суфіксом -n, кількість, після останньої голосної. Рід визначається наявність компонентів v, чоловічий, або yv, жіночий. В займенниках ці компоненти використовуються зі словами u, людина, os, тварина, жива істота, io, рослина, Es, річ, матеріальний об'єкт.
Граматичні закінчення зведені до мінімуму. Основні частини мови задаються одними й тими ж первинними концепціями: прикметники закінчуються на -m, якість, бо вони виражають ознаку іменників; дієслова закінчуються на -v, дію. Наказовий спосіб дієслова закінчується на -rv, добрий-дія, тобто "Було б добре, якби це зробити!" або "Вам краще це зробити!".
om життя-якість=живий; yom не-живий=мертвий; ov життя-дія=жити; yov смерть-дія=вмирати; yo-pAv смерть-перед-час-дія=смерть-минуле-дія=померти; yo-tAv смерть-майбутнє-дія=вмиратиме; vyov робити-вмирати=вбивати; vyorv! Вбивати-добрий-дія=вбивай!
Дієприкметник теперішнього закінчується на -vAm, дія-час-якість. Дієприкметник майбутнього часу закінчується на tvAm, дієприкметник минулого часу - на -pvAm.
yvu c trAvAm вона чекає; yvu c trAtvam вона чекатиме; yvu c trApvam вона чекала
Дієслова давноминулого часу закінчуються на -pApAv, або скорочено -ppAv. Минулий час у майбутньому виражається закінченням -pAtAv,-ptAv.
Частки та інші часи дієслів утворюються іншими суфіксами. Прийменники та сполучники закінчуються символами, які позначують позицію і вимовляються з зупинкою або проривним звуком.
ab простір-разом=на; eb рух-разом=з; ak простір-над=над; yk не-над=під; at простір-до=до

### Дієслово
Форми дієслова на прикладі дієслова sev, давати.
| час                 | актив     | актив         | актив            | пасив     | пасив         | пасив            |
| час                 | інфінітив | дієприкметник | наказовий спосіб | інфінітив | дієприкметник | наказовий спосіб |
| ------------------- | --------- | ------------- | ---------------- | --------- | ------------- | ---------------- |
| теперішній          | sev       | sevAm         | serv!            | seyv      | se(yv)Am      | seryv!           |
| минулий             | sepAv     | sepvAm        | sepArv!          | sepAyv    | sepAm         | sepAryv!         |
| майбутній           | setAv     | setvAm        | setArv!          | setAyv    | setAm         | setAryv!         |
| давноминулий        | sepApAv   | sepApvAm      | sepApArv!        | sepApAyv  | sepApAm       | sepApAryv!       |
| майбутній доконаний | setApAv   | setApvAm      | setApArv!        | setApAyv  | setApAm       | setApAryv!       |

### Займенник
|             |         |          | особові займенники | зворотні займенники | присвійні займенники |
| ----------- | ------- | -------- | ------------------ | ------------------- | -------------------- |
| перша особа | однина  | однина   | fu                 | fufU                | fum                  |
| перша особа | множина | множина  | fnu                | fnufU               | fnum                 |
| друга особа | однина  | однина   | bu                 | bufU                | bum                  |
| друга особа | множина | множина  | bnu                | bnufU               | bnum                 |
| третя особа | однина  | чол. рід | vu                 | vufU                | vum                  |
| третя особа | однина  | жін. рід | yvu                | yvufU               | yvum                 |
| третя особа | однина  | сер. рід | sE                 | sEfU                | sEm                  |
| третя особа | множина | чол. рід | vnu                | vnufU               | vnum                 |
| третя особа | множина | жін. рід | yvnu               | yvnufU              | yvnum                |
| третя особа | множина | сер. рід | snE                | snEfU               | snEm                 |

### Числівник
Числа, більші за 10, можуть позначатися цифрами. Наприклад, замість триста пʼять достатньо сказати 3, 0, 5, тобто i*Y*o*. Разом з тим літера k має значення "над" і число 100 можна записати як 102, тобто 10-над-2, Oke.
1000=103=Oki. 15=10+5=Oo.16=10+6=OA.60=6x10=AO.

## Синтаксис
За Вайльґартом, в aUI відсутня якась особлива граматика, смислові елементи та їх поєднання не змінюють свого значення. Головне правило – говорити якнайясніше і якнайкоротше.
aUI є суто SVO-мовою, з модифікацією структури (як у словотворі) та використанням прийменників, за винятком прямого об'єкта, який позиційно розташований зразу після дієслова. Прийменникові вирази, як правило, знаходяться в кінці, після об'єкту. Відносні вирази не інвертуються, так само як і питання, відносний або питальний займенник знаходиться на своєму звичайному місці. Якщо відносне слово (починається з x, відношення) розташоване занадто глибоко в структурі (наприклад, є об'єктом складного дієслова, або прийменником), на початку речення можна поставити попереджуючий маркер xQ, відносна умова. При відсутності питального займенника в кінці речення ставиться hI, питання-звук.
Непряма мова – це звичайне речення, яке починається з Uf, розум-це, зазвичай на місці  об'єкта. Непрямі питання позначаються двокрапкою. Пряма мова позначається лапками (іноді з двокрапкою).
Прикметникові присудки закінчуються на -cv, є-дія; іменникові– на -j, ідентичність, або -z, частина.

## Власні назви
Власні назви, запозичені в aUI, записують фонетично. Приголосні та довгі голосні—великими літерами (латинка), або слово підкреслюється (символи aUI).
Наприклад, Нью-Йорк записується як NYU YORK, Лінкольн—LiNKoLN.

## Приклад тексту
kUtOr Ub ku (Молитва Господня)
fnum ytvu, xu cEv ag kna,bum fUI kUrUryv!
bum knuwa terv! Bum twU Eryv kab bEn Uj ag kna!
serv fnum iAm nod at fnu fiA!
Ib yrvtrOrv pIn fnum yrUvs rUt fnu,
Uj fnu yrvtrOv rUt pIn fnum yrevu.
Ib bu yc daiurv fnu tag yrUm tsOb, yUg fUwerv fnu tyg yrU!
YUt knuwa Ib wU Ib kUO cEv bum At ymA Ib canA.
FUdsEcErv!